# Kurt A. Heller
Kurt Alois Heller (* 22. August 1931 in Külsheim/Baden) ist ein deutscher Psychologe und Autor.

## Leben
Nach dem Abitur am humanistischen Gymnasium in Tauberbischofsheim studierte Heller an den Universitäten Freiburg im Breisgau und Heidelberg Theologie, Philosophie, Pädagogik und Psychologie sowie Volks- und Sonderschullehrämter. Er war dann als Lehrer und Bildungsberater sowie als Wissenschaftlicher Assistent und Dozent an der PH Heidelberg tätig. 1971 erhielt er einen Lehrstuhl für Psychologie an der Universität Bonn, 1976 einen Lehrstuhl für Pädagogische Psychologie an der Universität Köln und 1981/82 einen Ruf an die Universität München (Lehrstuhl Psychologie mit dem Schwerpunkt Psychologische Diagnostik sowie Evaluation). 1999 wurde er emeritiert.
Im Jahr 2003 wurde er mit dem Bayerischen Staatspreis für Unterricht und Kultus ausgezeichnet.

## Schwerpunkte
Hellers Schwerpunkte waren die Begabungs- und Bildungsforschung.

## Mitgliedschaften
- New York Academy of Sciences (Sektion Psychologie)
- Humboldt-Gesellschaft für Wissenschaft, Kunst und Bildung e.V. (Akad. Rat)
- Wissenschaftlicher Beirat der Hector-Stiftung
- Deutsche Gesellschaft für Psychologie (DGPs)
- Deutsche Gesellschaft für das hochbegabte Kind (DGhK)
- Landesverband Hochbegabung Baden-Württemberg (LVH)
- Wissenschaftlicher Beirat für die OECD-Studien PISA I-III und DESI (dt. Projektmanager, 1998–2006).